# جوليرمو روخاس
جوليرمو روخاس (بالإسبانية: Guillermo Rojas Rumilla)‏ (29 مارس 1983 بمدينة سان لويس بوتوسي في المكسيك - ) هو لاعب كرة قدم مكسيكي في مركز الدفاع. لعب مع أتلانتي إف سي ونادي أطلس ونادي بويبلا ونادي تشياباس ونادي سان لويس ونادي مونتيري ونادي نيكاكسا وتيبورونيس روخوس دي فيراكروز ودورادوس سينالوا ونادي كيريتارو.

## روابط خارجية
- جوليرمو روخاس على موقع الاتحاد الدولي (مؤرشف)  (الإنجليزية)
- جوليرمو روخاس على موقع قاعدة بيانات كرة القدم.إي يو (الإنجليزية)
- جوليرمو روخاس على موقع AS.com (الإسبانية)